# Hanny Fries
Hanny Fries, eigenlijk Johanna Katharina Fries (Zürich, 27 november 1918 - aldaar, 7 december 2009), was een Zwitsers kunstschilderes en tekenares.
Fries volgde kunstonderwijs in Zürich en Genève. Zij was vooral bezig met toneeltekeningen, emailwerk en lithografieën. Zij illustreerde talrijke boeken.
Fries leefde en werkte in Zürich, waar zij van 1954 tot 1983 het theater van Zürich begeleidde als tekenares. Haar tekeningen werden gebruikt als illustratie bij theaterkritieken - vooral over opvoeringen van Friedrich Dürrenmatt – in de NZZ, de Tat, de Weltwoche en de Tages-Anzeiger. In 1981 ontving zij de kunstenprijs van de stad Zürich.

## Werken (selectie)
- Venedig. Ein Skizzenbuch (teksten van François Daulte). Origo, Zürich 1954
- „Theater zeichnen...“ Lutz, Zürich 1978
- Zürcher Spaziergänge. Von Strassen und Plätzen, Häusern und alten Quartieren (met Jürg Fierz). Orell Füssli, Zürich 1978, ISBN 3-280-00950-2
- Dürrenmatt am Schauspielhaus Zürich. Theaterzeichnungen 1954–1983. Ausstellungskatalog. Centre Dürrenmatt, Neuchâtel 2006